# 鹿港威靈廟
24°03′10″N 120°25′57″E / 24.052777°N 120.432616°E
鹿港威靈廟，地方稱大將爺廟，是位於臺灣彰化縣鹿港鎮大有里的廟宇，其主祀的大將爺被視為明朝將軍劉綎。

## 建立
鹿港人一般稱鹿港威靈宮為「大將爺廟」。民間認為是乾隆時代所建，而《彰化縣志》則紀錄此大眾廟為嘉慶二十年（1815年）所建。
《彰化縣志》卷五．祀典志：
|  | 大眾廟：即厲壇也。一在鹿港菜園，嘉慶二十年建。一在員林街東畔，一在西螺，皆里民公建。 |

嘉慶二十一年（1816年），由鄭捧日撰寫名為「重修鹿港舊聖母廟碑記」的文章中，記載用翻修鹿港天后宮剩餘的錢重新翻築了此廟。1934年，市區改正，鹿港西方土地公廟被拆，神像改祭祀在大將爺廟內。1937年，大將爺廟也因市區改正被拆。

## 重建
1946年1月2日，地方紳商黃秋、丁瑞彬、黃國林、施文坡等人，在黃慶源號聚集，商議重建鹿港大將爺廟，並展開募款。1948年重建。廟名取自「威武震龍江，靈光昭鹿渚」兩句詩文首字，而稱「威靈廟」。廟址為大有里菜園路95號，在農地重劃前廟附近為墓場。1954年擴建。
廟被列為鹿港八景十二勝的「威靈謁刀」。中殿懸掛著寫有「威靈顯赫」、「嘉慶乙亥年重修」、「鹿港八郊敬立」的匾額，為後人補懸，而非原物。施叔青曾在小說《行過洛津》提過此廟。

## 祭祀

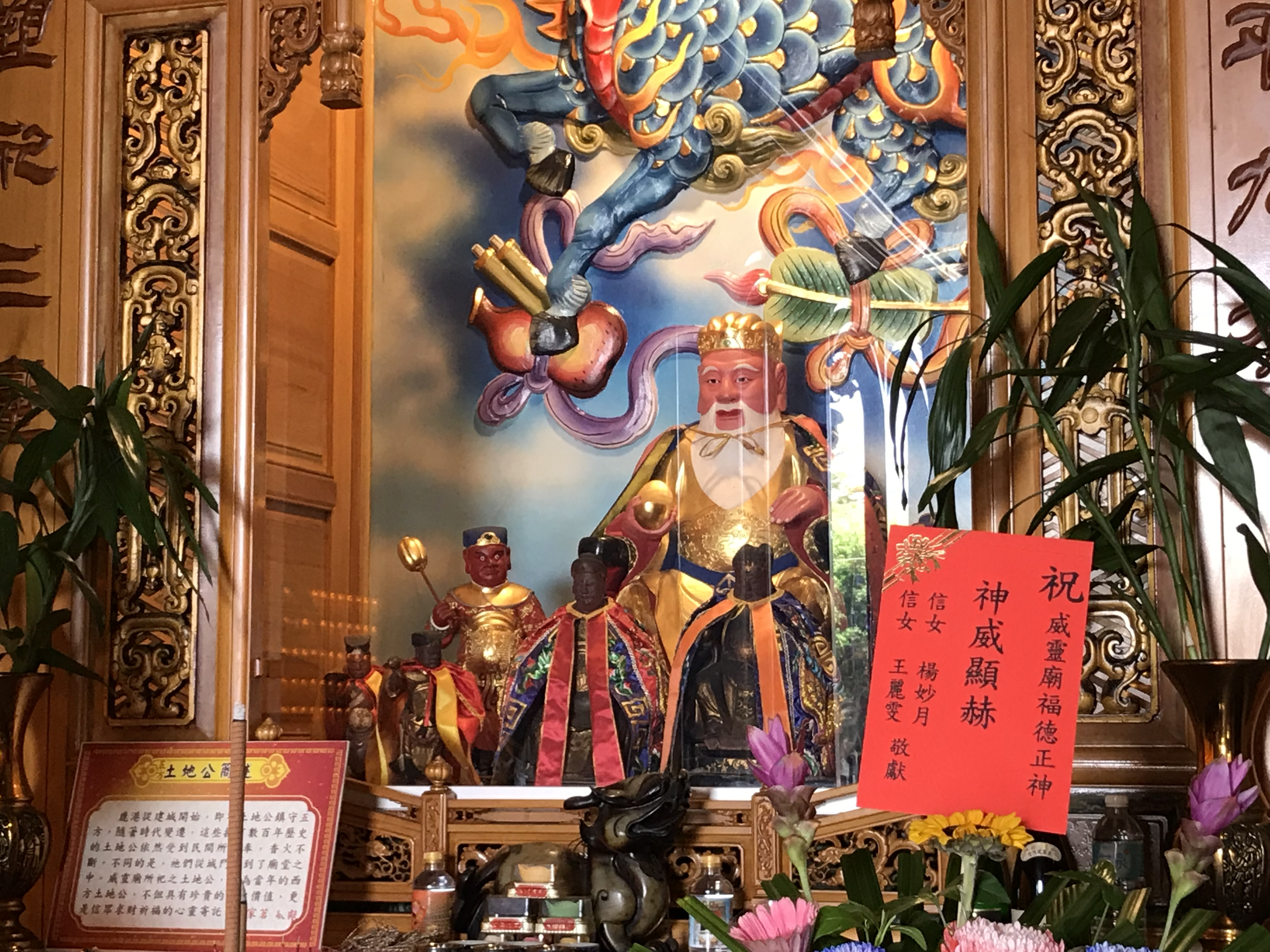
鹿港威靈廟西方土地公神像

昔日，地方官會在清明、中元分別主祭稱為「祭厲」的祭典，祭典前先到城隍廟稟告城隍爺，厲壇上設城隍神位，下設孤魂神位，以一豬一羊敬奉城隍，以二豬二羊敬奉無主孤魂。
此廟大將爺被稱為「閤港王爺」，「閤港」是指全鹿港人所共祭，以農曆五月廿七日為誕辰。一說此神原是玉面秀士，因戰亡而血流滿面，臉遂由白轉紅。
廟方管理員黃忠勇說，清朝有人從唐山帶來了劉綎的分香，當時清軍駐駕鹿港後不久，鹿港瘟疫流行，信徒向此大將爺祈求平安，因而建廟。一種解釋是相傳避免清廷追查是祭拜劉綎，暗地將「大將爺」改稱閩南音類似的「大眾爺」。在台灣民俗中，大眾爺是指厲鬼、或陰間的鬼主。
除主祀被視為劉綎的大將爺外，還陪祀范謝將軍、牛爺馬爺、枷爺鎖爺等。廟方還奉祀專門照顧孩童順利成長的七宮夫人。
鹿港農曆七月初一，會由鹿港地藏王廟開啟鬼門關。至中元普渡當日，鹿港威靈廟會擺出神虎、山神與土地公，以指示鬼魂回去的地方。

## 外部連結
- 鹿港威靈廟的Facebook專頁